# Where the Heart Is
Where the Heart Is es una película de 2000 dirigida por Matt Williams y basada en la novela homónima de Billie Letts, protagonizada por Natalie Portman y Ashley Judd.

## Argumento
A los 17 años de edad y embarazada de 7 meses, Novalee Nation (Natalie Portman) comienza un viaje por la carretera desde Tennessee hasta California con su inútil e ignorante novio, Willy Jack Pickens (Dylan Bruno). En Sequoyah, Oklahoma, Novalee le pide a su novio que pare un momento el coche en el local Walmart para que ella pueda ir al baño y comprar algunos zapatos. 
Cuando la caja registradora muestra que el cambio son $5.55 – el número 5 está asociado a muchos sucesos malos en su vida– le entra el pánico, sale corriendo y encuentra que su novio la ha abandonado. Novalee, sin saber qué rumbo tomar, se sienta en una banca. Allí conoce a Sister Husband (Stockard Channing), quien le da un obsequio de bienvenida al confundirla con otra persona. De regreso a la tienda conoce a un fotógrafo llamado Moses Whitecotton (Keith David). Pasa el resto de la tarde vagabundeando por la tienda. Más tarde, se encuentra mal y va al baño para vomitar. Cuando sale descubre que la tienda está cerrada y a oscuras. Pronto descubre cómo vivir allí sin ser descubierta.
La protagonista (Natalie Portman) visita la biblioteca y conoce a Forney Hull (James Frain), quien cuida de su hermana cuya vida ha sido arruinada por el alcohol. Novalee se entera por Sister Husband que Forney abandonó la Universidad de Bowdoin, en Maine, y que quería ser un profesor de historia antes de dejar sus estudios.
Una noche en el Walmart, Novalee se despierta por el dolor del parto. Cuando cae al suelo debido al dolor, se da cuenta de que se encuentra en el pasillo 5 de la tienda y se arrastra para llegar al siguiente pasillo. Forney, quien la vio entrar en el almacén cuando era la hora del cierre, salta a través de una ventana de cristal para ayudarla a traer al mundo a su hija.
Novalee se despierta en el hospital a la mañana siguiente y ve que es una celebridad para los medios de comunicación, por haber dado a luz en el Walmart. Ella se hace amiga de su enfermera, Lexie Coop (Ashley Judd), y le dice que el nombre de su hija será Americus- ya que Moses le sugiriere que le diera a su hija un nombre fuerte. Lexie le comenta que ella es una mujer soltera con cuatro hijos de tres hombres diferentes. La madre de Novalee (Sally Field), quien la abandonó cuando era niña, la ve en la TV y aparece en el hospital. Su madre le dice que dos mujeres pueden conseguir un apartamento juntas y coge los 500 dólares que Novalee recibiera del Presidente de Walmart y se muestra de acuerdo en recoger a Novalee y a Americus del hospital a la mañana siguiente, pero su madre nunca más aparece. En cambio en la tarde, la va a recoger Sister Husband y le ofrece vivir en su casa.
El exnovio de Novalee, Willy Jack Pickens, se muestra teniendo problemas con la ley e intentando convertirse en un cantante de country mientras está en prisión, y cuando sale firma un contrato con la agente de música Ruth Meyers (Joan Cusack).
Mientras, Novalee se encuentra disfrutando de su vida en la casa de Sister Husband, compartiendo amistad con Forney y trabajando en el Walmart.
Una noche, cuando Novalee y Forney están escogiendo árboles de Navidad, él le remarca que Americus tiene 5 meses ese día. A ella le entra el pánico debido a su número de mala suerte y corre hasta casa y averigua que Americus ha sido secuestrada. Sister Husband le cuenta a la policía sobre una extraña pareja religiosa de Midnight, Mississippi, quienes fueron a su casa para darle al bebé del Walmart la palabra de Dios. Novalee recuerda que en el hospital, ella recibió una carta desde Midnight diciendo que su bebé era una abominación ante Dios. La policía rápidamente detiene al vehículo de la pareja y el bebé es encontrado a salvo en el lugar del niño Jesús, en una escena de la natividad afuera de una iglesia cristiana católica. 
Pasan 5 años y Novalee comienza una premiada carrera como fotógrafa con la ayuda de Moses. Cuando un tornado vuela sobre la ciudad, Sister Husband muere y la casa queda destrozada. Después del funeral, uno de los amigos de Sister Husband de Alcohólicos Anónimos informa a Novalee que ella es la beneficiaria de la herencia, con un valor de 41,000 dólares.
Novalee procede a construir una nueva casa para ella y su hija en la propiedad de Sister Husband.
Un día Novalee recibe una llamada del hijo mayor de Lexie. Ella se apresura a encontrar a su amiga magullada y maltratada y la lleva a ella y (ahora) sus 5 hijos a vivir con ella y Americus en su nueva casa. Lexie le cuenta que su último novio había ido a su casa y trató de violar a sus dos hijos mayores, cuando llegó ella del trabajo y él la golpeó.
Lexie finalmente se casa con el normal pero confiable "Ernie el Exterminador" y tienen un sexto hijo.
Cuando la hermana de Forney muere y él no aparece en el funeral, Novalee lo encuentra en un hotel y le da su apoyo. Después pasan la noche juntos y Forney le dice que la quiere y que quiere conseguir un trabajo en una industria y estar con ella.
Novalee le miente y le dice que no lo quiere- lo que hace que él sea libre de volver a la universidad de Bowdoin en Maine. 
En el quinto cumpleaños de Americus, Novalee está paranoica con la fiesta debido a su mala suerte con el número 5. Recoge el periódico y lee una noticia, sobre un hombre al que le amputaron las dos piernas al ser aplastado por un tren. El hombre resulta ser Willy Jack, quien se convierte en un alcohólico después de ser acusado de copiar su canción de éxito. Novalee visita a Willy en el hospital y le cuenta que pasó con ella después de que la dejara. Él admite que le mintió, cuando ella le preguntara si sentía al corazón del niño latir el día que la abandonó. Willy dice que ojalá pudiera volver atrás y deshacer la mentira, debido a cómo la mentira de uno puede cambiar tu vida entera. Willy le explica que la gente miente porque tienen miedo, están locos y solo son malos. Novalee se da cuenta, de que ella cometió un error similar al mentir a Forney, por lo que conduce hasta dejar a Willy Jack en su casa en Tennessee y luego continúa hasta Maine, para decirle que mintió y que en realidad si lo quería. Ambos vuelven a Oklahoma y se casan en el Walmart.

## Diferencias entre la película y el libro
1. En la película, para Novalee el número 5 es de mala suerte, y en la novela es el 7.
2. Thelma tiene pelo marrón en la película, y azul en la novela.
3. En la novela Lexie se casa con Leon Yoder.
4. En la película, Forney vuelve a la universidad. En la novela, Forney viaja un tiempo, antes de instalarse en Chicago.
5. La boda de Novalee y Forney solo ocurre en la película.
6. En la novela, Lexie es obesa. Ella está constantemente tratando nuevas dietas de moda para bajar de peso.
7. En la novela, Benny Goodluck le regala a Novalee un árbol para la buena suerte. En la película el árbol se lo regala Thelma, y Benny Goodluck no aparece en la película.

## Reparto
| Actor                | Personaje                |
| -------------------- | ------------------------ |
| Natalie Portman      | Novalee Nation           |
| Ashley Judd          | Lexie Coop               |
| Stockard Channing    | Thelma "Hermana" Husband |
| Joan Cusack          | Ruth Meyers              |
| James Frain          | Forney Hull              |
| Dylan Bruno          | Willy Jack Pickens       |
| Keith David          | Moses Whitecotten        |
| Sally Field          | "Mamá" Lil               |
| Margaret Hoard       | Mary Elizabeth Hull      |
| Mackenzie Fitzgerald | Americus Nation          |
| Ray Prewitt          | Tim                      |
| Cody Linley          | Brownie Coop             |